# آدم باكلي
آدم باكلي (بالإنجليزية: Adam Buckley)‏ هو لاعب كرة قدم بريطاني في مركز الوسط، ولد في 2 أغسطس 1979 في نوتنغهام في المملكة المتحدة. لعب مع غريمسبي تاون ونادي لينكولن سيتي ووست بروميتش ألبيون.

## وصلات خارجية
- آدم باكلي على موقع قاعدة بيانات كرة القدم.إي يو (الإنجليزية)
- آدم باكلي على موقع Soccerbase.com (لاعب) (الإنجليزية)